# 拜特龍

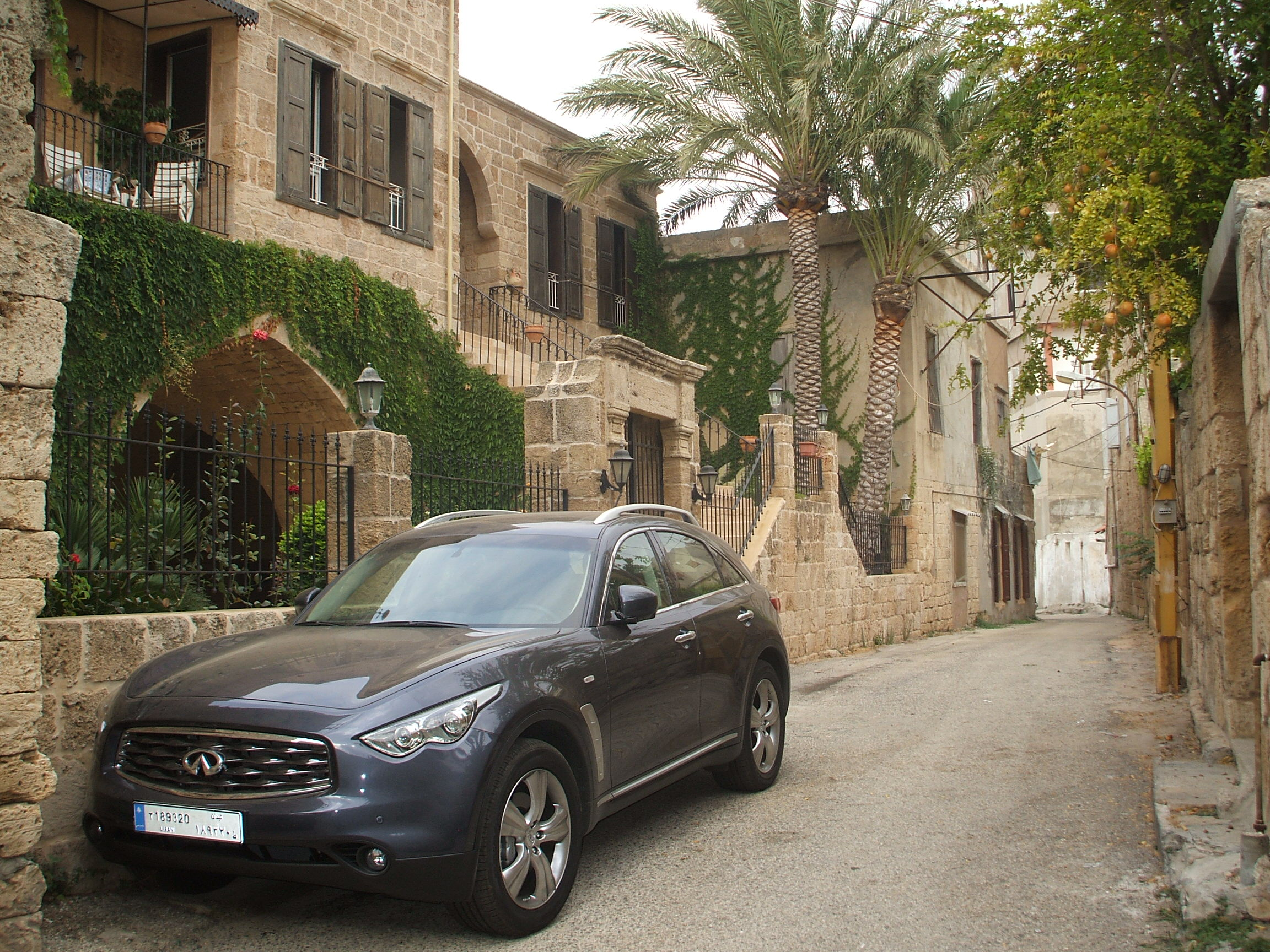
拜特龍

拜特龍是黎巴嫩的城鎮，由北部省負責管轄，位於該國西北部地中海沿岸，距離首都貝魯特50公里，處於海拔水平面，2010人口15,386。

## 外部連結
- http://www.ortmtlb.org.lb/ （页面存档备份，存于）
- https://web.archive.org/web/20100416203743/http://www.batroun.com/